# Ван Ченсян
Ван Ченсян (21 липня 1992) — китайський плавець.
Учасник Олімпійських Ігор 2012 року, де в попередніх запливах на дистанції 400 метрів комплексом він посів 14-те місце й не потрапив до фіналу.